# Карл Вербракен
 Карл Вербракен  (на нидерландски: Carl Verbraeken) е белгийски композитор и педагог.
Роден е на 18 септември 1950 в Антверпен. Вербракен е председател на Съюза на Белгийските композитори от 2011 г.